# Marie-Louise Dubreil-Jacotin
Marie-Louise Dubreil-Jacotin (Paris, 7 de julho de 1905 – Paris, 19 de outubro de 1972) foi uma matemática francesa, a segunda mulher a obter um doutorado em matemática pura na França, a primeira mulher a ser professora titular de matemática na França, especialista em mecânica dos fluidos e álgebra abstrata.

## Vida e formação
Filha de um advogado de um banco francês e neta (através de sua mãe) de um soprador de vidro de uma família de origem grega. Sua professora de matemática no liceu era irmã do matemático Élie Cartan e, depois de passar o bacharelado, foi autorizada (através da intervenção do pai de um amigo, chefe da instituição) a continuar estudando matemática no Collège de Chaptal. Em sua segunda tentativa, ficou em segundo lugar no exame de admissão da Escola Normal Superior de Paris (ENS) em 1926 (empatada com Claude Chevalley), mas por um decreto ministerial foi movida para a 21.ª posição. Após a intervenção de Fernand Hauser, editor do Journal of the ENS, ela foi admitida na escola. Seus professores incluem Henri Lebesgue e Jacques Hadamard, e terminou seus estudos em 1929.
Com o encorajamento do diretor da ENS Ernest Vessiot viajou para Oslo para trabalhar com Vilhelm Bjerknes, e sob sua influência tornou-se interessada na matemática de ondas e no trabalho de Tullio Levi-Civita sobre este assunto. Retornou para Paris em 1930, casou com o matemático Paul Dubreil, acompanhando-o em outro tour em centros matemáticos da Alemanha e Itália, incluindo uma visita a Levi-Civita. Os Dubreil retornaram para a França em 1931.

## Carreira e pesquisa

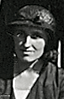
Charpentier 1932

Enquanto seu marido lecionava em Lille, Dubreil-Jacotin continuou sua pesquisa, terminando um doutorado em 1934 sobre a existência de infinitas ondas diferentes em líquidos ideais, orientada por Henri Villat. Antes dela, as únicas mulheres a obter doutorados em matemática na França foram Marie Charpentier em 1931 (também em matemática pura) e Édmée Chandon em 1930 (em astronomia e geodésia).
Seguindo seu marido, mudou-se para Nancy, mas não conseguiu obter um cargo na faculdade, porque isso era visto como nepotismo; em vez disso, tornou-se assistente de pesquisa na Universidade de Rennes. Foi promovida a um cargo de professora em 1938 e tornou-se professora assistente na Universidade de Lyon em 1939, enquanto continuava a lecionar em Rennes. Em 1943 tornou-se professora titular da Universidade de Poitiers, a primeira mulher a se tornar professora titular de matemática na França, onde obteve em 1955 uma cátedra em cálculo diferencial e integral. Em 1956 foi para a Universidade de Paris, e após a divisão da universidade obteve uma cátedra na Universidade Pierre e Marie Curie.